# Liste de chefs routiers
Les compagnies de mercenaires sont recrutées durant les XIIe et XIIIe siècles et la guerre de Cent Ans. Privées d'employeurs pendant les périodes de paix, elles se regroupaient en bandes appelées « grandes compagnies » et vivaient au détriment des populations. Elles étaient commandées par des chefs, des capitaines dont voici quelques noms et biographies :

## Amanieu d'Ortigue
Amanieu d'Ortigue ou Amanieu de l'Artigue est un aventurier d'origine gasconne, peut-être du hameau d'Ortigues dans la commune de Cézac. Le 11 mai 1369, Louis duc d'Anjou fit décapiter et écarteler Amanieu d'Ortigue, Noli Pavalhon et Guyonnet de Pau, qui avaient conspiré avec Le Petit Meschin et Perrin de Savoie, pour livrer le duc leur maître aux Anglais.

## L'Archiprêtre
Arnaud de Cervole ou Arnaud de Servolle, dit l'Archiprêtre ou l'Archiprêtre de Vélines fut fait prisonnier par un de ses compatriotes périgourdins, le Bour de Monsac ou le Bâtard de Monsac. Le roi Jean paya une grande partie, sinon la totalité, de sa rançon de cet habile spéculateur en aventures guerrières. Par acte daté de juin 1362 à Royallieu près de Compiègne; le roi Jean se reconnaît redevable de 35 000 florins envers l'avide partisan qui en réclamait 100 000 et lui donna en gage son château de Cuisery.

## Le Bascot de Mauléon
Le Bascot de Mauléon est un routier basque. Dans ses chroniques Froissart indique une histoire que Le Bascot de Mauléon lui a rapporté : « Après le départ pour Anse de Seguin de Badefol, Louis Roubaut de Nice lieutenant de ce dernier aurait occupé Brioude à la place de son maitre. Un autre routier nommé Limousin aurait obtenu les faveurs d'une trop belle femme que Roubaut, pendant un voyage à Anse, avait laissé à Brioude. Informé du fait, Roubaut, pour se venger, aurait chassé ignominieusement Limousin après l'avoir fait mener et courir tout nud en ses braies parmi la ville. Limousin se serait vengé à son tour en faisant tomber Roubaut dans une embuscade, le 2 mai 1365 où les troupes du niçois furent taillées en pièces et faites prisonniers par le seigneur de La Voulte et les habitants du Puy à la Batterie, entre Annonay et Saint-Julien. »

## Bernardon de la Salle
Au début de sa carrière, en 1359, Bernard de la Salle dit Bernardon de la Salle est au service de Jean de Grailly Captal de Buch. Le lundi 18 novembre 1359, il escalada le château de Clermont-en-Beauvaisis avec des grappins d'acier puis se mit à piller la Bourgogne après le traité de Brétigny.
En 1368, il est encore dans cette province en compagnie de Bérard d'Albret, Gaillard de la Motte, Bernard d'Eauze et le Bour de Badefol.
En 1369, avec Bernard de Wisk et Hortingo de la Salle, il s'empara du château de Belleperche, ou résidait Isabelle de Valois, belle-mère de Charles V de France qui demeura leur prisonnière jusqu'en 1372.

## Bernard de Wisk
En 1369, avec Bernardon de la Salle et Hortingo de la Salle, il s'empara du château de Belleperche, ou résidait Isabelle de Valois, belle-mère de Charles V de France qui demeura leur prisonnière jusqu'en 1372.

## Bertucat d'Albret
Bertucat d'Albret, né vers 1335 et mort en octobre 1383, bâtard de la maison d'Albret, est un routier de la guerre de Cent Ans. Louant son épée au gré des circonstances et rançonnant les populations, il combat principalement dans le camp anglais, mais aussi pour son propre compte.

## Bosonet de Pau
Bosonet de Pau est un aventurier béarnais.

## Le Bour Camus
Le Bour Camus ou Bâtard Camus est Navarrais ou Gascon d'origine comme l'indique le sobriquet de Bour.
Après la bataille de Brignais, il passe en Italie, avec Hawkood, Creswey et Briquet, faire la guerre à Galéas II Visconti et Bernabo Visconti, seigneurs de Milan.
Il faisait jeter dans une fosse pleine de feu les prisonniers qui ne voulaient ou ne pouvaient se racheter leur liberté.
Il est capturé en décembre 1367 dans le château de Beauvoir par les gens du duc de Bourbon.

## Le Bour de Comminges
Le 20 août 1368, Perrin de Savoie et le Bâtard de Comminges, qui avaient quitté les Baronnies où se cantonnait Olivier du Guesclin, traversaient le fleuve au pont du Saint-Esprit. Ils avaient averti le Prince d’Orange qu’ils ne feraient que passer sur ses terres. Ce qui ne les empêcha pas de mettre à sac Sainte-Cécile dans la vallée de l’Aigues.

## Le Bour de Lesparre
Cet aventurier gascon est un bâtard de la famille de Lesparre, dans l'actuelle Gironde, une très puissante famille.

## Le Bour de Breteuil
Comme le Bour Camus, après la bataille de Brignais, le Bour de Breteuil accompagne Hawkood, Creswey et Briquet, faire la guerre en Italie contre Galéas II Visconti et Bernabo Visconti, seigneurs de Milan.

## Jean de Creiselh
Routier anglais qui rançonne et pille durant l'hiver 1363, Milhars, Lexos, Arnac...

## Espiote
Espiote également écrit Lespiote, est cantonné près de Chalon lorsque le 20 novembre 1365, on lui apporta, ainsi qu'à une dizaine d'autres chefs de compagnies, « lettres de par messire du Guesclin que tantos ils se départent du duché et s'en allassent après lui ». Un messager qui portait une lettre des officiers du duc de Bourgogne à du Guesclin n'en fut pas moins dépouillé au-delà de Dijon dans le secteur d'Espiote.

## Frank Hennequin
Frank Hennequin est d'origine allemande. Il tenait garnison à Carhaix en mai 1369 pour le compte de Jean de Montfort. Saint Charles l'aurait frappé, puis guéri à Guingamp d'une paralysie générale. Frank Hennequin en reconnaissance de ce miracle aurait fait nu-pieds un pèlerinage à l'église des Frères Mineurs de Guingamp « provoquant en duel quiconque nierait désormais la sainteté de Charles de Blois »

## Garciot du Castel
Garciot du Castel ou Garcion del Castel est un routier d'origine navarraise, comme l'indique son prénom de Garciot diminutif de Garcia.
Lorsque les chefs des Compagnies qui ravageaient les sénéchaussées de Toulouse, de Carcassonne et de Nîmes consclurent avec Arnould sire d'Audrehem, maréchal de France et Henri comte de Trastamare le 23 juillet 1362 à Clermont-en-Auvergne, un traité qui fut confirmé à Paris le 13 août de la même année, traité par lequel ces aventuriers s'engageaient à évacuer le royaume moyennant la somme de 100 000 florins, c'est entre les mains de Garciot du Castel que cet argent fut versé en décembre 1362 et en janvier 1363.
Garciot du Castel est au service de Jean comte d'Armagnac, lorsqu'il fut fait prisonnier par Gaston Fébus comte de Foix à la bataille de Launac le 5 décembre 1362.

## Geoffroy Tête-Noire
Il fut le capitaine d'une compagnie anglaise qui sévit surtout dans le Limousin et décéda en 1388.

## Perrinet Gressart
Perrinet Gressart est l'oncle de François de Surienne dit l'Aragonais . Il met en échec les troupes de Jeanne d'Arc à La Charité-sur-Loire.

## Guiot du Pin
Par acte daté de Paris en avril 1364 Charles V accorda des lettres de rémission à Jean Bruffaut, écuyer, né à Vouzailles : 

« Comme à cette Penthecouste prochain venant aura deux ans ou environ (5 juin 1362), il ne fust parti de son pais et accompaignez avec Guyot du Pyn, nez de nostre royaume et lequel estoit ou au moins apparoit estre pour lors bon et loyal françois, et s'en fussent alez en lointains et estranges pays et par especial es parties de Bourgoingne, pour nous servir et eulx adventurer bonnement et loyalement, sanz ce que le dit Jehan y pensast à nul mauvaiz, malice ou fraude, mais supposoit et tenoit estre le dit Guiot bon et loyal françois. Et après certain temps ycellui Guyot, le dit Jehan encore estant en sa compagnie, se mist et accompaigna avec certains Anglois et autres ennemis et rebelles de nostre royaume et de nous. »

Guiot du Pin fut décapité à Chalon-sur-Saône en octobre 1364.
Dans une autre lettre de rémission en date du 10 juin 1379 on lit que « bien à quinze ans ou environ (en 1363), feu Guyot du Pin et plusieurs autres pillars de sa suite et compaignies estoient sur le pays et y tenoient et occupoient le fort de Mannay, prenoient et raençonnoient hommes et femmes… »

## Guyonnet de Pau
Guyonnet de Pau est un routier béarnais originaire, comme son nom l'indique, de Pau. À cette époque Pau n'est qu'un simple village de la rive droite du Gave qui servait de station aux bergers de la vallée d'Ossau lorsqu'ils allaient hiverner leurs troupeaux dans les immenses landes du Pont-Long.
Le 11 mai 1369, Louis duc d'Anjou fit décapiter et écarteler Amanieu de l'Artigue, Noli Pavalhon et Boulhomet de Pau, qu'il faut vraisemblablement lire Guyonnet de Pau, qui avaient conspiré avec Le Petit Meschin et Perrin de Savoie, pour livrer le duc leur maître aux Anglais.

## Hagre de l'Escot
On ne sait pas si cet aventurier originaire de Dordogne appartenait à la famille de Bourdeilles. Il participe à la bataille de Najera en 1367.

## Hortingo de la Salle
Frère de Bernardon de La Salle, Gascon, qui sera tué dans les Alpes dans la troupe que Galéas, duc de Milan, avait envoyé pour combattre Bernard d'Armagnac de venir lui faire la guerre pour la ville de Florence en 1391.
En 1369, avec Bernardon de la Salle et Bernard de Wisk, il s'empara du château de Belleperche, ou résidait Isabelle de Valois, belle-mère de Charles V de France qui demeura leur prisonnière jusqu'en 1372.

## Jacques d'Aigrefeuille
Curé de Mesvres en Bourgogne, il fait souffrir dans la seconde partie du XIVe siècle tout le pays autour de Mesvres.

## John Creswey
John Creswey est un routier anglais

## John Hawkwood
John Hawkwood est un routier anglais. Anglais originaire de l'Essex, il fait d'abord carrière comme chef de compagnie en France jusqu'à son passage en Italie, probablement avec le Marquis de Montferrat dans la "Compagna Bianca". Il fera alors une fulgurante et brillante carrière de condottiere (sous le nom italianisé de Giovanni Acuto) principalement pour la ville de Florence jusqu'à sa mort en 1394.

## Lamit
Lamit qui est un routier breton est capitaine de Longwy en 1365.

## Limousin
Limousin, originaire de cette région, est un chef de bande qui avait été dans sa jeunesse valet d'homme d'armes comme Le Petit Meschin.
Dans ses chroniques, Froissart indique une histoire que Le Bascot de Mauléon lui a rapportée qu'après le départ pour Anse de Seguin de Badefol, Louis Roubaut, où Louis Rambaut, de Nice, lieutenant de ce dernier, aurait occupé Brioude à la place de son maître. Le nommé "Limousin" aurait obtenu les faveurs d'une « trop belle femme » que Roubaut, pendant un voyage à Anse, avait laissée à Brioude. Informé du fait, Roubaut, pour se venger, aurait chassé ignominieusement Limousin après l'avoir fait « mener et courir tout nud en ses braies parmi la ville ». Limousin se serait vengé à son tour en faisant tomber Roubaut dans une embuscade, le 2 mai 1365 où les troupes du Niçois furent taillées en pièces et fait prisonnier par le seigneur de La Voulte et les habitants du Puy à la Batterie entre Annonay et Saint-Julien :

« Je vous dirai, dit le Bascot de Mauléon. Du temps passé, quand messire Seguin de Batefol eut tenu Briude en Belay, à dix lieues du Puy en Auvergne , et il ot guerroyé le pays et assez conquis, il s'en retourna en Gascogne, et donna à Louis Rambaut et à un sien compagnon qui s'appeloit Limousin, Briude et Eause sur la Saonne. Le pays étoit, pour ce temps que je parole, si foulé et si grevé, et si rempli de compagnons à tout lez que nul à peine n'osoit issir hors de sa maison. Et vous dis que entre Briude en Auvergne et Eause a plus de vingt-six lieues, tout pays de montagnes. Mais quand il venoit à plaisance à Louis Rambaut à chevaucher de Briude à Eause, il n'en faisoit nul compte : car ils tenoient sur le chemin plusieurs forts en la comté de Forez et ailleurs où ils se rafreschissoient, car les gentilshommes, pour ce temps, d'Auvergne, de Forez et de Vellay, et des frontières, étoient travaillés et si menés par la guerre, ou par être pris et rançonnés, que chacun ressoignoit les armes ; car il n'y avoit nuls grands chefs de seigneurs de France qui missent au pays gens d'armes ; car le roi de France étoit jeune et avoit à entendre en trop de lieux en son royaume ; car de toutes parts compagnies et routes chevauchoient et se tenoient sur le pays, ni on ne pouvoit être quitte, et les seigneurs de France étoient ostages en Angleterre, et endementres on leur pilloit et détruisoit leurs hommes et leur pays, et si n'y pouvoit remédier, car leurs gens n'avoient nul courage de bien faire ni eux défendre.
Avint que Louis Rambaut et Limousin, qui étoient compagnons d'armes ensemble, chéirent en haine ; je vous dirai pourquoi. Louis Rambaut avoit en Briude une trop belle femme à amie, et l'aimoit de tout son cœur parfaitement. Quand il chevauchoit de Briude à Eause, il la recommandoit à Limousin qui étoit son compagnon d'armes, auquel du tout il se confioit. Limousin fit de la bonne demoiselle si bonne garde que il en ot toutes ses volontés, et tant que Louis Rambaud en fut si informé que plus ne put.
De celle aventure il cueillit en si grand'haine son compagnon que, pour lui faire plus grand blâme, il le fit prendre par ses varlets, et le fit mener et courir tout nud en ses braies parmi la ville, et battre d'escourgiées, et sonner la trompette devant lui, et à chaque carrefour crier son fait, et puis bannir de la ville comme un trahistre, et en tel état, en une simple cotte, bouter hors, et ce dépit fit Louis Rambaut à Limousin ; lequel dépit il ne tint pas à petit mais à très grand, et dit que il s'en vengeroit quand il pourroit, si comme il fit puis.
Limousin, du temps que il avoit été en bon arroi en Briude, en allant de Briude à Eause et en chevauchant aussi le pays de Vellay, avoit toujours trop fort déporté la terre au seigneur de la Volte, un baron demeurant sur la rivière du Rhône, car il l'avoit servi dès sa première jeunesse. Si s'avisa que il retourneroit à ce besoin devers lui, et lui crieroit merci, et lui prieroit qu'il lui voulsist faire sa paix en France, et il seroit à toujours mais bon et loyal François. Il s'en vint à la Volte ; moult bien y savoit le chemin ; et se bouta en un hostel, car il étoit tout de pied ; et puis, quand il sçut que heure fut, il alla au chastel devers le seigneur. On ne le vouloit laisser entrer en la porte ; toutefois, par couvertes paroles, il parla tant que le portier le mit dedans la porte ; mais il lui défendit que il n'allât plus avant sans commandement. Il obéit volontiers.
Le sire de la Volte s'en vint à heure de relevée ébattre en la cour, et vint en la porte. Tantôt se jetta Limousin à genoux devant lui et lui dit : « Monseigneur, me reconnoissez-vous pas ? — Par ma foi, dit le seigneur, qui n'avisoit que ce fut Limousin, nennit. Mais tu ressembles trop bien à Limousin qui fut mon varlet une fois. — Par ma foi, dit-il, monseigneur, Limousin suis-je, et votre varlet aussi. » Adonc lui alla-t-il crier merci de tout le temps passé, et lui conta de point en point toute sa besogne, et comment Louis Rambaut l'avoit demené. Enfin le sire de la Volte lui dit : « Limousin, mais qu'il soit ainsi que tu dis et que tu veux être bon et loyal François, je te ferai ta paix partout. — Par ma foi, monseigneur, dit-il, je ne fis oncques tant de contraires au royaume de France que je y ferai de profit. — Or je le verrai », dit le seigneur de la Volte.
Depuis, cil seigneur de la Volte le tint en son chastel et sans point laisser partir, tant que il ot à Limousin acquis sa paix partout. Quand Limousin pot par honneur chevaucher, le sire de la Volte le monta et arma, et le mena au sénéchal de Vellay, et se accointa de lui. Là fut-il enquis et examiné de l'état de Briude et aussi de Louis Rambaut, et quand il chevauchoit quel chemin il tenoit. Il connut tout et dit : « Quand Louis chevauche, il ne mène avecques lui pas plus de trente ou quarante lances. Les chemins que il fait je les sais tous par cœur, car en sa compagnie et sans lui je les ai été trop de fois ; et si vous voulez mettre sus une chevauchée de gens d'armes, je offre ma tête à couper si vous ne les tenez dedans quinze jours. » Les seigneurs se tinrent à son propos. On mit espies en œuvre. Louis Rambaut fut espié, et avisé que il étoit venu de Briude à Eause-de-lez-Lyon sur le Rhône.
Quand Limousin le sçut de vérité, il dit au seigneur de la Volte : « Sire, faites votre mandement, il est heure. Loys Rambaut est à Eause et repassera temprement. Je vous mènerai au détroit par où il faut qu'il passe. »
Adonc le sire de la Volte fit son mandement et se fit chef de celle chevauchée ; et manda le bailli de Vellay, le seigneur de Mont-Clau, messire Guérart de Sallière et son fils, messire Ploustrart du Vernet, le sire de Villeneuve-le-Bas, et toutes gens d'armes de là environ ; et furent bien trois cens lances. Et tous s'assemblèrent à Nonnay ; et par le conseil de Limousin on fit deux embûches. Le vicomte de Polignac et le seigneur de Calençon en eurent l'une à gouverner ; le sire de la Volte, le sire de Mont-Clau, messire Loys de Tournon, le sire de Sallière eurent l'autre ; et avoient justement partis leurs gens. Et étoient le vicomte de Polignac et les siens sur un pas assez près de Saint-Rambert en Forez, où il convenoit que là Louis Rambaut et les siens passassent la rivière de Loire à pont, ou ils la passassent plus amont à gué dessus le Puy.
Quand Louis Rambaut ot fait ce pourquoi il étoit venu à Eause, il se partit atout quarante lances ; et ne cuidoit avoir nulle rencontre et ne se doutoit en rien de Limousin ; c'étoit la mendre pensée que il eut. Et vous dis que, par usage, le chemin que il faisoit au passer il ne le faisoit point au retour. Au passer il avoit fait le chemin de Saint-Rambert, au retour il fit l'autre et prit les montagnes dessus Lyon et dessus Viane, et au-dessous du bourg d'Argental, et s'en alloit tout droit devers le Monastier, à trois petites lieues du Puy. Et avoit passé entre le chastel de Monistral et Montfaucon, et s'en venoit radant le pays vers un village que on dit la Baterie, entre Nonnay et Saint-Julien. Au bois là a un endroit où il faut que on passe comment que ce soit, ni on ne le peut eschiver qui veut faire ce chemin, si on ne va parmi Nonnay. Là étoit l'embûche du seigneur de la Volte, où bien avoit deux cens lances. Louis Rambaut ne se donna de garde. Quand il fut en-mi eux, le sire de la Volte et ses gens, qui étoient tout pourvus de leur fait, abaissèrent les lances et s'en vinrent, écriant la Volte ! férir à ces compagnons qui chevauchoient épars et sans arroi. Là y en ot de première venue la greigneure partie de coups de lances rués par terre. Et fut Louis Rambaut jouté et porté jus de son cheval, d'un écuyer d'Auvergne qui s'appeloit Amblardon de Villerague. On s'arrêta sur lui. Il fut pris, et tout le demeurant mort ou pris. Oncques rien n'en réchappa. Et trouvèrent en bouges la somme de trois mille francs que Louis Rambaut avoit reçu à Eause pour le pactis des villages de là environ, dont les compagnons orent grand'joie, car chacun en ot sa part.
Quand Limousin vit Louis Rambaut ainsi attrapé, il se montra en sa présence et dit par ramposne : « Louis, Louis, ci fauldra compagnie. Souvienne-vous du blâme et de la vergogne que vous me fites recevoir à Briude pour votre amie. Je ne cuidasse pas que pour une femme, si j'avois ma grâce à li et elle à moi, que vous me dussiez avoir fait recevoir ce que je reçus. Si la cause pareille fût advenue à moi, je ne m'en fusse jà courroucé, car deux compagnons d'armes, tels que nous étions lors, se pouvoient bien au besoin passer d'une femme. » De celle parole commencèrent les seigneurs à rire, mais Louis Rambaut n'en avoit talent.
Par celle prise de Louis Rambaut rendirent ceux qui étoient en Briude la ville au sénéchal d'Auvergne, car puisqu'ils avoient perdu leur capitaine et toute la fleur de leur gens, et il n'y avoit point de tenue. Aussi firent ceux d'Eause et autres forts qui se tenoient en Vellay et en Forez de leur partie, et furent tous lies ceux qui enclos étoient quand on les laissa partir sauves leurs vies. Lors Louis Rambaut fut amené à Nonnay et là emprisonné. On en escripsit devers le roi de France, lequel ot grand'joie de sa prise. Assez tôt après on en ordonna. Il me semble, à ce que j'ai ouï recorder, que il ot la tête coupée à Villeneuve de-lez Avignon ; et ainsi advint de Louis Rambaut. Dieu ait l'âme de lui. »

## Lupicaire
Lupicaire fut au service de Jean sans Terre d'abord, puis de Philippe Auguste ensuite.

## Aymerigot Marchès
Né vers 1360 et mort en 1391, Aymerigot Marchès, à la solde des Anglais, sema la terreur durant des années dans le Limousin et l'Auvergne. C'est un fidèle de Geoffroy Tête Noire.

## Mercadier
Mercadier est chef de routiers aquitain, au service de Richard Cœur de Lion puis de Jean sans Terre.

## Munde Bataillé
On sait seulement que Munde Bataillé est d'origine bretonne. Kenneth Fowler semble plutôt penser qu'il est originaire du Toulousain.

## Naudon de Bageran
En janvier 1365, Charles V accorda des lettres de rémissions à Naudon de Bageran né du pays de Gascoingne, capitaine de Compagnies.
En novembre et décembre 1367, le gouverneur de Nivernais fit payer la solde de ses gens d'armes opposés à messire Bernard de Lobrac, à Naudon de Baugerant, au Bour Camus et à leurs gens « pleins de male volenté, lesquels ennemis s'efforçoient de prendre villes et forteresse et demeurant sur le pays en novembre et décembre 1367 ».
Il fut plus tard capitaine pour les Anglais du château de Ségur en Limousin, et est mentionné comme mort en 1394.

## Noli Pevalhon
Noli Pevalhon ou Noli Pavalhon. Le 11 mai 1369, Louis duc d'Anjou fit décapiter et écarteler Amanieu d'Ortigue, Noli Pavalhon et Guyonnet de Pau, qui avaient conspiré avec Le Petit Meschin et Perrin de Savoie, pour livrer le duc leur maitre aux Anglais.

## Le Petit Meschin
Perin de Sasine, dit Petit- Meschin, d'origine gasconne, avait été dans sa jeunesse valet d'homme d'armes, comme Limousin, un autre chef de bande.
Au début de janvier 1362, les Tard-Venus envahirent le Forez, et la bande de Petit Meschin occupa le prieuré d'Estivareilles situé à une lieue de Viverols. Il s'illustre dans la Bataille de Brignais le 6 avril 1362. En 1367, il participe à la bataille de Nájera sous les ordres de Bertrand du Guesclin.
Il fut fait prisonnier, en 1368, devant Orgelet par le bailli comtois Huart de Raincheval, mais parvint à s'échapper.
Le 11 mai 1369, Louis duc d'Anjou fait noyer dans la Garonne le Petit Meschin et Perrin de Savoie, qui avaient conspiré contre lui en voulant le livrer aux Anglais. Ses complices furent torturés décapités et écartelés puis jetés dans la Garonne.

## Perrin de Savoie
En 1367, il participe à la bataille de Nájera sous les ordres de Bertrand du Guesclin. Le 20 août 1368, Perrin de Savoie et le Bâtard de Comminges, qui avaient quitté les Baronnies où se cantonnait Olivier du Guesclin, traversaient le fleuve au pont du Saint-Esprit. Ils avaient averti le Prince d’Orange qu’ils ne feraient que passer sur ses terres. Ce qui ne les empêcha pas de mettre à sac Sainte-Cécile dans la vallée de l’Aigues.
Fait prisonnier, il est exécuté par noyade, sur ordre de Louis duc d'Anjou, dans la Garonne, avec le Petit Meschin, le 11 mai 1369, qui avaient conspiré contre lui en voulant le livrer aux anglais.

## Robert Briquet
Après la bataille de Brignais, Robert Briquet passe en Italie, avec Hawkood, Creswey et le Bour Camus, faire la guerre à Galéas II Visconti et Bernabo Visconti, seigneurs de Milan.
Vers 1367, il revient en France et ravage l'Anjou. Jean d'Andigné, capitaine du château de la Roche d'Iré lui fit la guerre.

## Seguin de Badefol
Seguin de Badefol, dit Chopin, né en 1330 à Badefols, mort empoisonné fin 1365.
Seguin de Badefol est l'un des quatre fils légitimes de Seguin de Gontaut, sire de Badefols.
Marié à Marguerite de Berail, le 15 juin 1329, Seguin de Gontaut eut :
- 4 fils : Seguin de Badefol né en 1330, Jean, Pierre et Gaston ;
- 1 fille, Dauphine, mariée à Pierre de Cugnac ;
- 5 enfants naturels : 2 fils et 3 filles.

Dans son testament en date du 23 août 1371, Seguin de Gontaut ne nomme pas Seguin qui est mort empoisonné à la fin de l'année 1365. Seguin de Gontaut est enterré dans l'abbaye de Cadouin.
Après la bataille de Brignais, avec 3 000 combattants, Seguin de Badefol s'empare d'Anse qui appartenait aux chanoines du chapitre cathédral de Saint-Jean et prend le titre de capitaine d'Anse. En 1364, Seguin menaça Lyon du côté de la porte de la Lanterne et obligea Janiard Provania, bailli de Valbonne et châtelain de Montluel, pour le comte de Savoie de garder la rive gauche de la Saône. En juin 1365, Seguin épiait encore les villes de Bresse et quelques-uns de ses bandits furent capturés puis pendus à Pont-de-Veyle par le bourreau de Mâcon surnommé le Carnassier.
Par la suite, Seguin de Badefol prit la direction de la Navarre pour réclamer un arriéré de solde. Charles II de Navarre trouvant plus simple de l'empoisonner que de le payer, il meurt empoisonné avec des figues à Pampelune en décembre 1365.

## François de Surienne
François de Surienne dit l’Aragonais est le neveu de Perrinet Gressart. Le 23 mars 1449, alors qu'une trêve avait été signée entre la France et l'Angleterre, il s'empare de la ville bretonne de Fougères. Cette action fut un prétexte pour rompre la trêve, déclenchant la dernière phase de la guerre de Cent Ans. 

## Talbart Talbardon
Talbart Talbardon est également appelé Taillevardon dans une lettre de rémission accordée le 10 juin 1379 à Guillemin Martin de Cromeneau, au bailliage de Mâcon qui avait quitté son pays natal « pour cause des gens de l'Archiprêtre, de feu Guiot du Pin et de feu Taillevardon et de plusieurs autres gens d'armes qui pilloient tout le pays… »
En 1363, un écuyer de Philippe le Hardi, lieutenant du roi s'appelait Arnaud de Talbardon.
D'après Guillaume Paradin, le roi Jean II le Bon fit pendre en 1362 à Trichastel : Talbardon, Guillaume Pot et Jean de Chauffour. Toutefois, Guillaume Pot vivait encore en 1367 et Jean de Chauffour fut décapité à Langres au milieu de 1364.